# 美林巴士總站
美林巴士總站（Mei Lam Bus Terminus），位於新界沙田區大圍美田路30號美林邨美林街市及美林邨美楓樓之間的露天地帶，採用傳統平行式單排車站月台設計，配備三組巴士停車處與乘客候車月台。美林總站是大圍現存最早的巴士總站。

## 總站路線

### 九龍巴士80、80A線
80
- 美林 ↔ 觀塘碼頭

於1982年5月7日投入服務，途經美田邨、大圍、田心、顯徑邨、隆亨邨、紅梅谷、獅子山隧道、黃大仙、牛池灣、牛頭角、觀塘市中心。
80A
- 大圍（美林） → 觀塘碼頭

途經美田邨、大圍、田心、顯徑邨、隆亨邨、紅梅谷、獅子山隧道、黃大仙中心、九龍灣商貿區及觀塘商貿區，只於平日上午繁忙時間提供服務。

## 途經路線資料

### 九龍巴士81X線
- 美田 → 旺角（弼街）

於2006年2月24日投入服務，途經青沙公路、佐敦、油麻地]]，只於平日上午繁忙時間提供服務。

### 九龍巴士82K線
- 美田 ↔ 愉翠苑

### 九龍巴士283線
- 沙田市中心 ↺ 美松苑

於1996年12月20日投入服務，提供沙田市中心來往大圍、美田邨、美松苑及美林邨的巴士服務。

### 九龍巴士286P、286X線
286P
- 美松苑 → 荔枝角站

於2015年6月13日投入服務，途經美城苑、美田邨、大圍、青沙公路、深水埗、長沙灣及荔枝角工業區，只於平日上午繁忙時間提供服務。
286X
- 沙田（顯徑） ↺ 深水埗

於2012年12月1日投入服務，途經隆亨邨、大圍、美田邨、青沙公路、深水埗、長沙灣及荔枝角工業區，為首條途經青沙公路來往九龍市區的全日巴士路線。本線於星期一至五（星期六、日及公眾假期除外）07:15-08:15由顯徑開出的班次不途經美田邨巴士總站及本站，而直接由美田路轉入青沙公路往深水埗，於該段時間由美林邨及美田邨前往深水埗、長沙灣及荔枝角工業區的乘客請改乘286P線。

### 九龍巴士288C線
- 水泉澳 → 顯徑

### 九龍巴士T80線
- 美田／顯徑 → 九龍灣

於2025年2月10日投入服務。

### 過海隧道巴士985、985A線
985
- 美田（美致樓） → 銅鑼灣（只限星期六上午繁忙時間班次）
金鐘（東） → 美田（下午繁忙時間班次）

於2015年8月22日投入服務，途經美城苑、美林邨、大圍、田心、顯徑邨、隆亨邨、青沙公路、西區海底隧道、上環、中環、金鐘及灣仔，只於星期六上午繁忙時間及平日下午繁忙時間提供服務。
985A
- 美田（美致樓） → 銅鑼灣

於2019年4月29日投入服務，途經美城苑、美林邨、大圍、田心、青沙公路、西區海底隧道、上環、中環、金鐘及灣仔，只於平日上午繁忙時間提供服務。

### 過海隧道巴士989線
- 火炭（駿洋邨） → 西灣河

於2021年4月26日投入服務，途經禾輋邨、瀝源邨、沙田市中心、美林邨、美城苑、大圍、青沙公路、西區海底隧道、中環灣仔繞道、北角、鰂魚涌及太古城，只於平日上午繁忙時間提供服務。

### 龍運巴士A46線
- 火炭（駿景園） ↔ 機場（地面運輸中心）

於2023年12月3日投入服務，途經禾輋邨、瀝源邨、沙田市中心、美林邨、青沙公路、昂船洲大橋、青嶼幹線、港珠澳大橋香港口岸及一號客運大樓。

### 龍運巴士NA41線
- 沙田（水泉澳） ↔ 港珠澳大橋香港口岸（經機場客運大樓）

於2016年12月17日投入服務，途經小瀝源、愉翠苑、沙田第一城、圓洲角、沙田圍、車公廟、顯田、大圍、美林邨、城門隧道、青荃橋、青衣北岸公路、青嶼幹線、國泰城及一號客運大樓，只於深宵時段提供服務。

## 車坑分佈
| 車坑分佈（以入口最左邊起計） | 車坑分佈（以入口最左邊起計） | 車坑分佈（以入口最左邊起計）                                                                          |
| 車坑編號                     | 車坑數目                     | 路線                                                                                                  |
| ---------------------------- | ---------------------------- | --- |
| 1                            | 雙坑                         | 九龍巴士81X、82K、283、286P、286X、288C線 城巴798P線 過海隧道巴士985、985A、989線 龍運巴士A46、NA41線 |
| 2                            | 單坑                         | 九龍巴士80線                                                                                          |
| 3                            | 單坑                         | 九龍巴士80A、T80線                                                                                    |

- 有紅字班次為雙向途經。

## 利用狀況
由於美林邨較偏離大圍區其他屋邨與屋苑，多年來進駐美林總站的巴士路線並不多，反之服務美林邨的巴士路線大多是途經大埔公路(如46X、80K、81、85、88K等)，往後為配合美松苑、美田邨相繼落成入伙而開辧新線，以及配合青沙公路通車而有路線改道，283、286X線經繞美林總站以方便居民乘搭，及後有數條只於繁忙時段行走的巴士線也途經美林總站，令總站使用量略有增加，但2023年12月起82K線延長至美田總站後，以美林為總站的常規全日路線只有80線。